# 上田車站
上田車站（日语：〔〕／〔〕 Ueda eki */?）是一位於日本長野縣上田市天神1丁目，由東日本旅客鐵道（JR東日本）、信濃鐵道（しなの鉄道）與上田電鐵所共用的鐵路車站。上田車站是JR東日本所經營的北陸新幹線與兩條地方鐵路線信濃鐵道線（しなの鉄道線）與上田電鐵別所線之交會車站。配合全面高架化的新幹線路線，JR東日本所屬的月台區是位於車站二樓（但檢票口位於一樓），至於信濃鐵道與上田電鐵的部分，檢票口皆位於二樓的橋上站屋內，但月台與鐵路線則分別設置於二樓（上田電鐵別所線）與一樓（信濃鐵道線）處。

## 車站結構

### JR東日本
對向式月台2面2線的高架車站。。是北陸新幹線輕井澤至長野段唯一的高架車站。由於不設待避線，因此設有月台閘門。起初計劃為島式2面4線，但根據通車後的需求預測輕井澤與長野之間不需要待避設備，成為現時對向式月台2面2線。

#### 月台配置
| 月台 | 路線                   | 方向 | 目的地               |
| ---- | ---------------------- | ---- | -------------------- |
| 1    | 北陸新幹線（途經長野） | 上行 | 高崎、大宮、東京方向 |
| 2    | 北陸新幹線（途經長野） | 下行 | 長野、富山、金澤方向 |

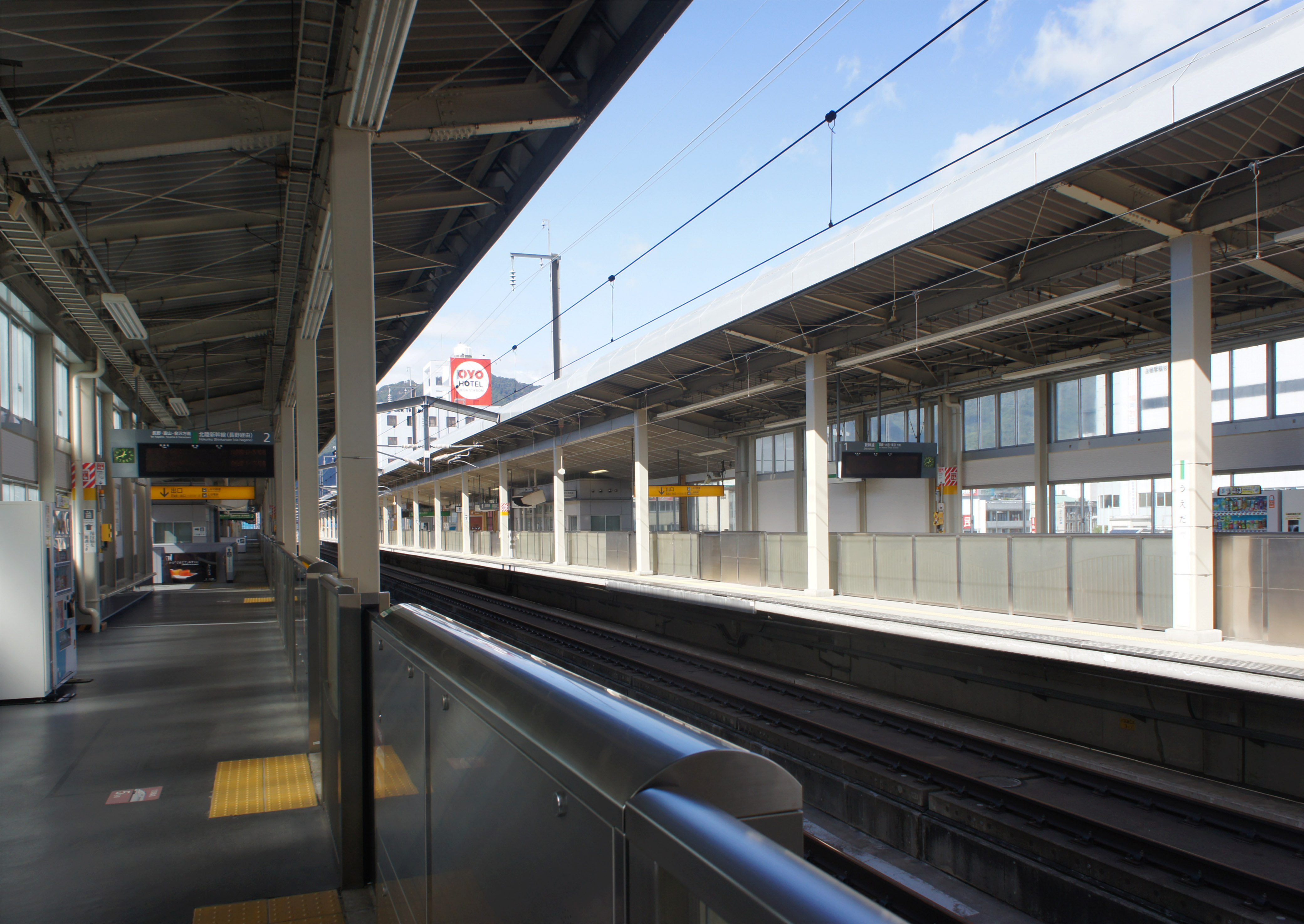
新幹線月台（2021年10月）

### 信濃鐵道
對向式月台（下行本線）與島式月台（中線與上行本線）2面3線的地面車站。

#### 月台配置
| 月台 | 路線        | 方向 | 目的地                 | 備註       |
| ---- | ----------- | ---- | ---------------------- | ---------- |
| 1    | ■信濃鐵道線 | 上行 | 小諸、輕井澤方向       |            |
| 2    | ■信濃鐵道線 | 下行 | 戶倉、篠之井、長野方向 | 折返與始發 |
| 3    | ■信濃鐵道線 | 下行 | 戶倉、篠之井、長野方向 |            |

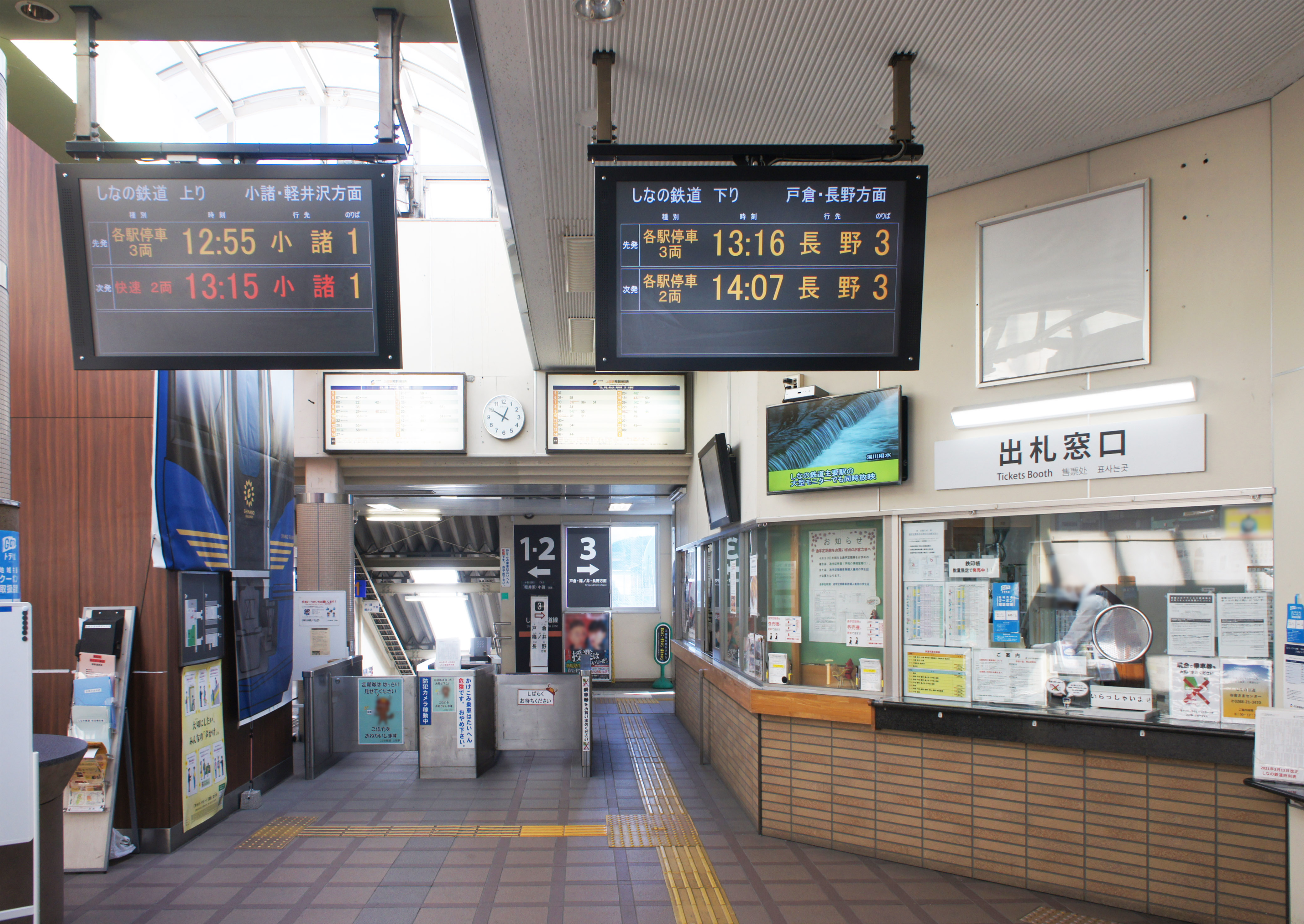
信濃鐵道檢票口（2021年10月）
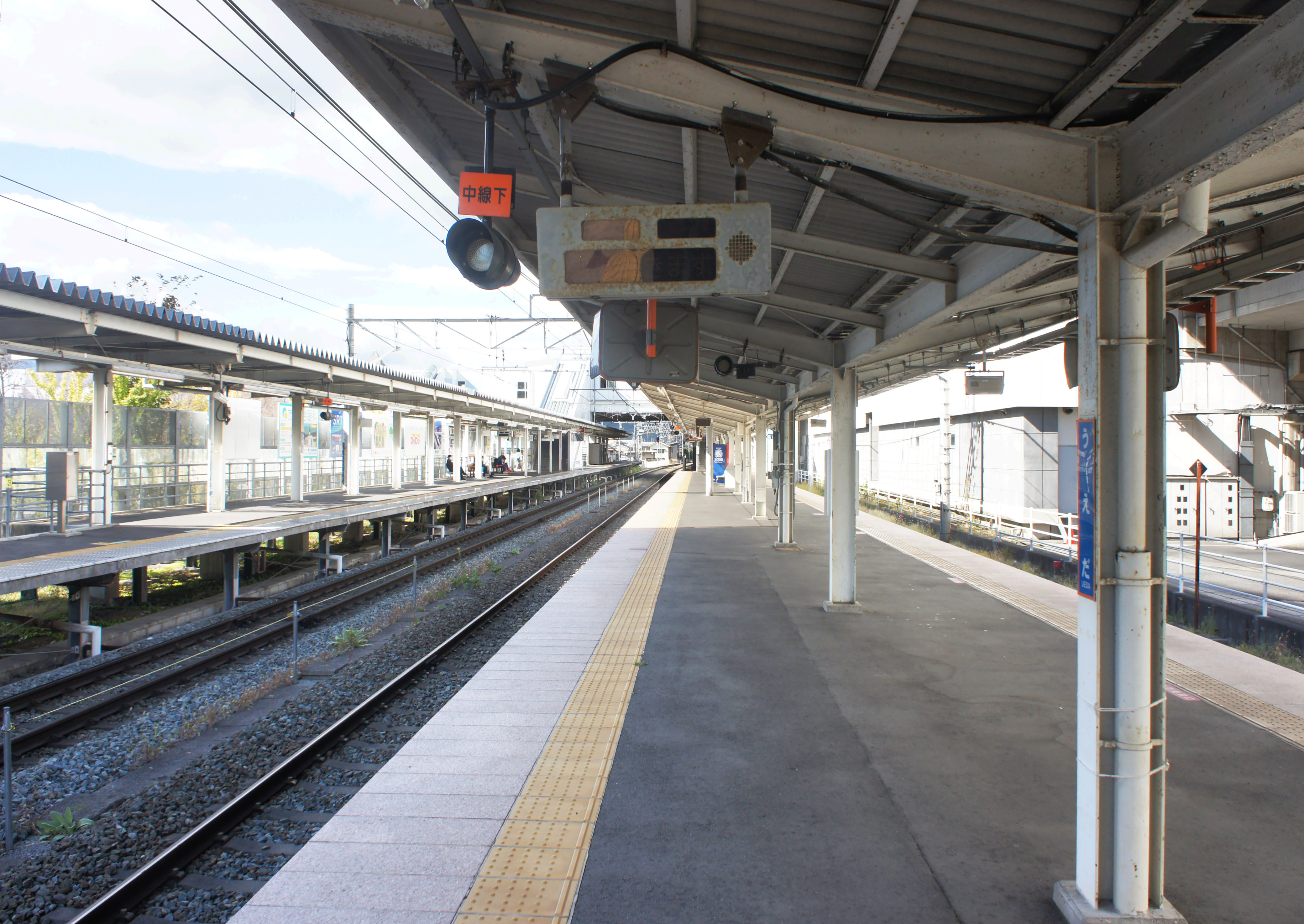
信濃鐵道月台（2021年10月）

### 上田電鐵
側式月台1面1線的高架車站。1998年3月29日由地面車站改建為高架車站。

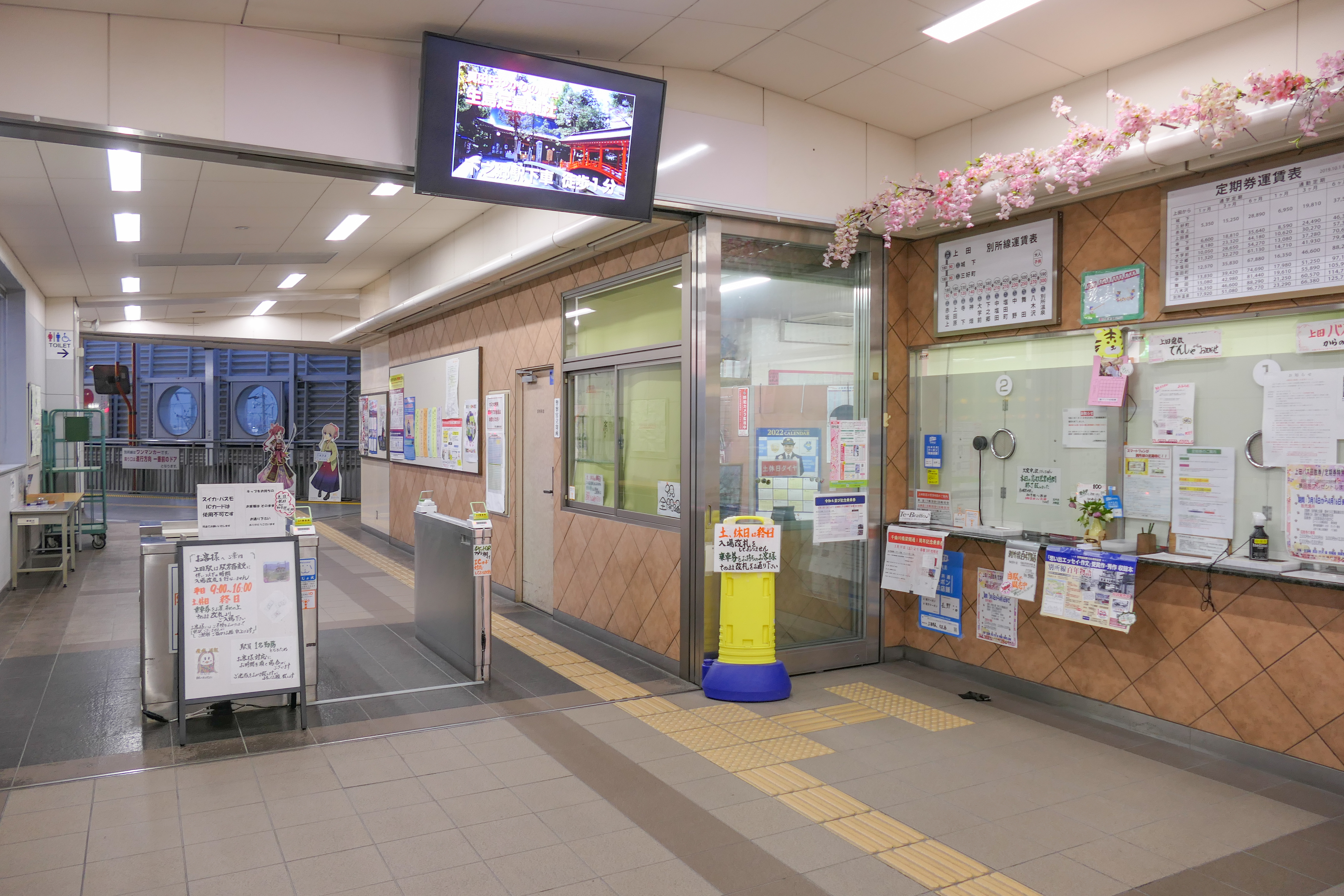
驗票口（2022年4月）

## 相鄰車站
東日本旅客鐵道（JR東日本）
北陸新幹線
佐久平－上田－長野
信濃鐵道
■信濃鐵道線
□快速「信濃日出」（只限往長野，此站為止各站停車）
信濃國分寺 → 上田 → 長野
□快速「信濃日落」（只限到站列車）
上田 ← 長野
□快速（沒有愛稱的列車） 
大屋－上田－（部分停靠坂城站）－戶倉
■普通
信濃國分寺－上田－西上田
上田電鐵
■別所線
上田－城下

### 曾經存在的路線
上田交通
真田傍陽線
電鐵上田－公園前

## 外部連結
- （日語）上田車站（JR東日本）（页面存档备份，存于）
- （日語）上田車站（信濃鐵道）

36°23′47″N 138°15′18″E / 36.39639°N 138.25500°E